# Ravidà
I Ravidà o Rabatà sono una famiglia nobile trapanese, il cui esponente più illustre è il beato Luigi Rabatà.

## Origini storiche

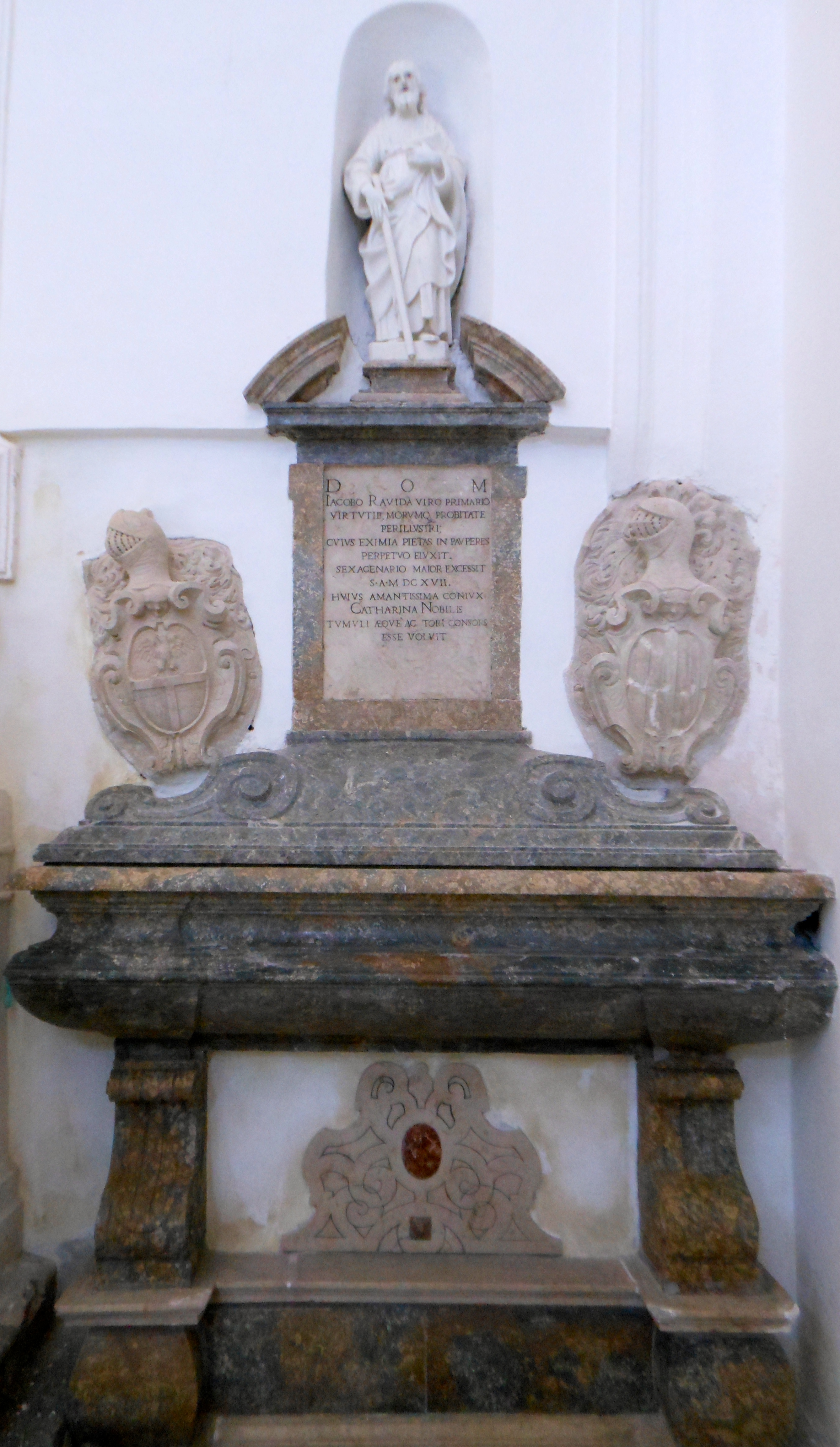
Monumento funebre di Giacomo Ravidà

La famiglia Ravidà, detta pure Rabatà o Rabbatà fiorì primamente nella città di Salemi, dove un Riccardo fu giurato nel 1413. Venne ad abitare nella città di Trapani al tempo del re Martino I di Sicilia; i primi di questo casato a trapiantarsi a Trapani furono Riccardo e Ruggero, regi militi, familiari del detto re. Riccardo ottenere la carica di bajolo, ossia di prefetto. Suo figlio fu Luigi, il quale, fattosi religioso carmelitano, morì martire nella città di Randazzo.

## Cariche ricoperte a Trapani
La famiglia occupò tutte le cariche nobili della città: Antonio, Francesco, Nicolò, Tommaso, Pietro e Giacomo, furono tutti reiterate volte senatori di Trapani tra il XVI e il XVII secolo, segnatamente: un Giacomo fu senatore negli anni 1584-1585, e ancora nel 1588-1589; un Nicolò tenne la stessa carica in detta città nel 1592-1593; un Tommaso la tenne nel 1633-1634; un Antonio possedette la Tonnara del Palazzo in Trapani. Nella seconda metà del 1770, Antonio Ravidà da Trapani si sposta a Menfi grazie al matrimonio con Fara Ferrantelli, figlia di Vincenzo Ferrantelli, possidente terriero di Burgio, il quale dà in dote alla figlia un ampio feudo, “La Gurra”. A Menfi  fanno costruire Palazzo Ravidà, uno dei primi esempi di architettura neoclassica siciliana.

### Palazzo Ravidà
Palazzo Ravidà è senza dubbio l’edificio più rappresentativo dello stile neoclassico settecentesco a Menfi. Fu costruito in pietra arenaria attorno al 1775 dalla famiglia Ravidà Ferrantelli che lo adibì a residenza estiva.
La ricca facciata, preceduta da un cortile pavimentato con un mosaico a ciottoli fluviali, è caratterizzata da un portico formato da quattro colonne con capitelli dorici. Esse si ergono su un’ampia gradinata a sostegno di un’elegante trabeazione dorica con alternanza di triglifi e metope. Al di sopra di essa troviamo una torretta con un terrazzo delimitato da un balcone intervallato da pilastri.
Le magnifiche sale dell’interno erano originariamente pavimentate con pregevoli maioliche di Santo Stefano di Camastra. In alcune di esse è ancora possibile ammirare gli originali affreschi neoclassici che decoravano le volte con motivi floreali e zoomorfi.

## Figure illustri - Giacomo Ravidà
Fra gli altri personaggi illustri, che vantò questa famiglia, vi fu un Giacomo Ravidà, barone del Palazzo, pio e devoto cavaliere, marito di Caterina Nobile (o De Nobili). Poiché la coppia non ebbe figli, egli impiegò quasi tutto il proprio ricco patrimonio, che ammontava alla somma di 60.000 scudi a beneficio dei poveri della città. Divenne perciò uno dei primi fondatori dell'orfanotrofio per le povere fanciulle e di altre opere pie. Con lui la famiglia si estinse. È sepolto nella chiesa di san Nicola, nella cappella dell'Ascensione, dove ancora oggi è visibile il suo monumento funebre.

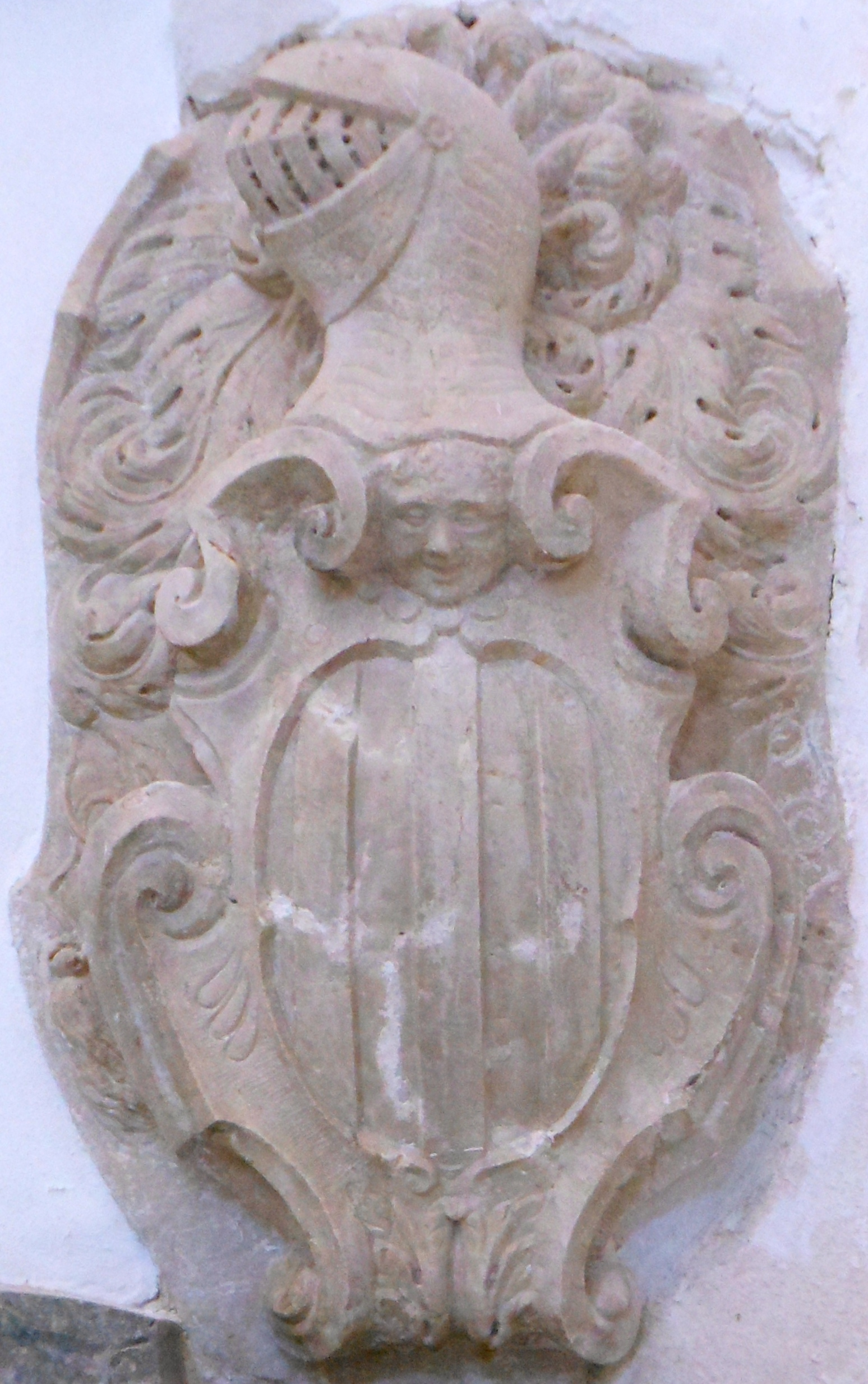
Stemma della famiglia Ravidà